# 세인트클레어쇼어즈

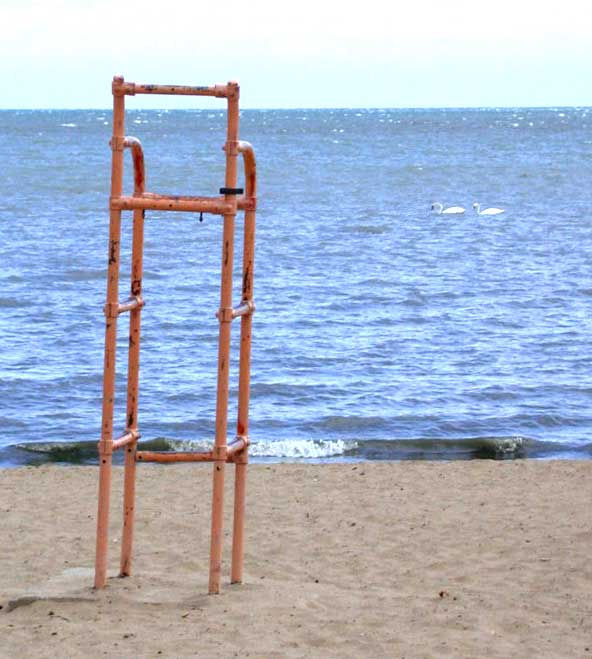
해변

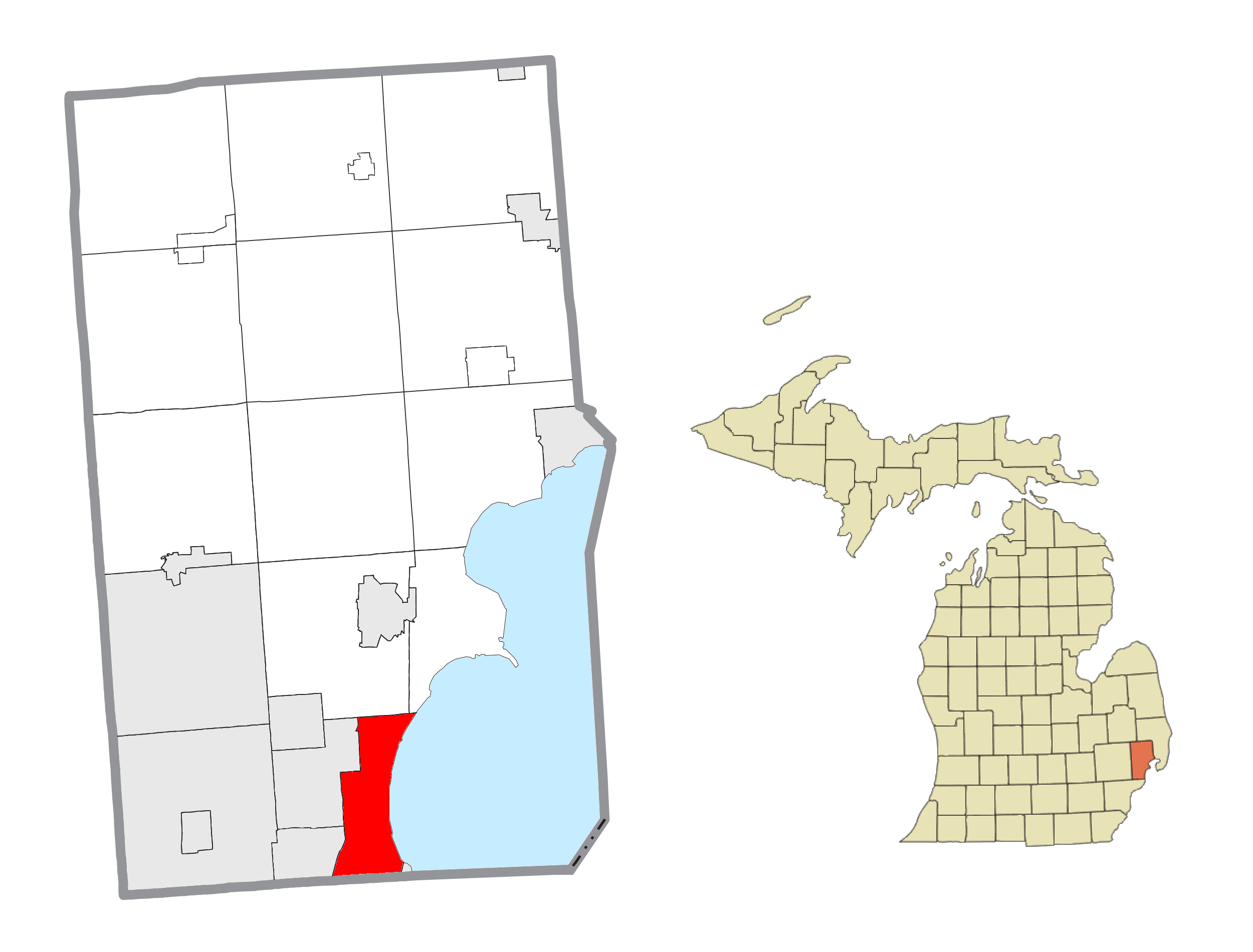

세인트클레어쇼어즈(St. Clair Shores)는 미국 미시간주 매콤군의 도시이다. 2020년 미국 인구 조사 기준 인구 수는 58,874명이다. 다운타운 디트로이트에서 북동쪽으로 약 22.5 킬로미터 지점에 위치해 있다.

## 인구
| 인구조사                            | 인구   | Note | %±     |
| ----------------------------------- | ------ | ---- | ------ |
| 1930년                              | 6,745  |      | —      |
| 1940년                              | 10,405 |      | 54.3%  |
| 1950년                              | 19,823 |      | 90.5%  |
| 1960년                              | 76,657 |      | 286.7% |
| 1970년                              | 88,093 |      | 14.9%  |
| 1980년                              | 76,210 |      | −13.5% |
| 1990년                              | 68,107 |      | −10.6% |
| 2000년                              | 63,096 |      | −7.4%  |
| 2010년                              | 59,715 |      | −5.4%  |
| 2020년                              | 58,874 |      | −1.4%  |
| U.S. Decennial Census 2018 Estimate |        |      |        |

## 저명한 출신
- 데이브 쿨리어 - 배우, 코미디언
- 앤 플레처 - 댄서, 영화 감독
- 페이 그랜트 - 배우